# Starogradsko polje
Starogradsko polje (mjesna čakavica: Starogrojsko poje) na otoku Hvaru zaštićeni je kulturni krajolik u kojem je antička grčka podjela zemljišta sačuvana do današnjih dana kao sustav putova i terasiranih parcela. Riječ je o najbolje sačuvanom antičkom grčkom katastru na Sredozemlju zbog čega je od 2008. godine 7. hrvatski lokalitet koji se nalazi na UNESCO-ovom Popisu svjetske baštine.

## Položaj i karakteristike
Starogradsko polje je krško polje i najveća plodna ravnica na svim Jadranskim otocima. Nalazi se u središnjem dijelu otoka Hvara, između Staroga Grada i Vrboske. Dugačko je oko 6 km, s prosječnom širinom od oko 2 km te zauzima površinu od 1376 ha. Na sjeveru je omeđeno blagim brežuljcima koji se pružaju od Vrboske do poluotoka Kabla, a na jugu s višim gorskim lancem. Karakteristična tla u polju su crvenica te glinasta i pjeskovita zemlja nastala aluvijalnim nanosima. Uz sjeverni rub polja, nalazi se lokva Dračevica, jedini površinski izvor vode koji gotovo nikada ne presušuje.

## Povijest istraživanja
Najstariji dokument koji spominje antičke ostatke u Starogradskom polju je Hvarski statut iz 1331. godine. U njemu se detaljno opisuju granice polja (koje se tada zvalo polje sv. Stjepana –  lat. Campus Sancti Stephani) i stari putovi (lat. per viam antiquam) i zidovi (lat. ad muros veteres). Tijekom stoljeća, razni su znanstvenici spominjali starine na otoku Hvaru, pa i u Starogradskom polju. Tako npr. Vinko Pribojević 1525. godine spominje "...ruševine prostranih zgrada sravnjenih sa zemljom".
Prvi spomen podjele zemljišta u zaleđu Staroga Grada donosi Šime Ljubić 1860. godine, a kasnije o podjeli pišu i drugi znanstvenici, smatrajući da se radilo o rimskoj podjeli zemljišta – centurijaciji odnosno da je polje funkcioniralo kao Ager Pharensis. Tek se 1957. godine prvi put razmatra činjenica da parcele u Starogradskom polju ne odgovaraju veličinama rimskih parcela iz drugih poznatih centurijacija. Promjene u znanstvenom razmišljanju ovog prostora nastupaju početkom 1980-ih kada započinje serija međunarodnih projekata koja je trajala do 2008. godine. Ti su projekti nedvojbeno pokazali da se u Starogradskom polju nalazi najbolje sačuvana antička grčka podjela zemljišta i dali su veliki doprinos uvrštavanju Starogradskog polja na UNESCO-ov Popis svjetske baštine.

## Grčka kolonizacija i podjela zemljišta
Dolazak kolonista s grčkog otoka Parosa u današnji Stari Grad smješta se u 4. stoljeće pr. Kr. Prema Diodoru Sicilskom kolonija Faros (grč. Φάρος) osnovana je 385./384. godine pr. Kr. Kako se svaki grčki grad sastoji od gradskog centra - asti (grč. άστυ) i poljoprivrednog područja - hora (grč. χωρα) koje je pod upravom grada, sljedeći korak u kolonizaciji je podjela zemlje u Starogradskom polju. Zemlja se dijelila ždrijebom, pa je tako svaki kolonist imao pravo na jednako veliku parcelu jednako kvalitetne zemlje. Do danas u Starome Gradu nije pronađen dokument o podjeli zemljišta, sličan onom pronađenom u Lumbardi na otoku Korčuli.

## Postupak izmjere
"Pupak" od polja odakle se je vršila grčka izmjera nazvana je onfalos. S te točke je Grk koji je mjerio uzeo gromu, udario glavne pravce i isparcelizirao zemljište.
Postupak izmjere zemljišta nije poznat iz grčkih izvora, već se o njemu zna posredno, preko Rimljana. Za mjerenje i iskolčenje ravnih linija i pravih kutova koristila se groma i mjernički štapovi (kalamos, grč. κάλαμος) na kojima su bile urezane oznake duljine. Prvo je određena ishodišna točka mjerenja (omfalos - pupak, grč. ομφαλός), pozicija s koje se najbolje vidio cijeli prostor. Uz pomoć grome je na glavnoj osi sjever-jug označen svaki stadij (grč. στάδιον, mjera koja je ime dobila po duljini atletskog stadiona koja iznosi 600 stopa (pous, grč. πούς) odnosno 180 m), a na osi istok-zapad svakih pet stadija. Nakon toga su viziranjem pravih kutova na oznakama na osi istok-zapad dobivene osi sjever-jug. Preciznim mjerenjima se utvrdilo da je podjela zemlje u Starogradskom polju napravljena upravo na ovaj način. Mjerenja su pokazala da su osi parcelacije u pravcu istok-zapad izrazito pravilne, ali da do neznatnog otklona dolazi na glavnoj osi sjever-jug, a pokazalo se da i na glavnoj osi istok-zapad dolazi do manjeg otklona. Točka gdje se te dvije osi križaju je polazna točka mjerenja - omfalos. Po glavnim pravcima podjele izmjerenih na ovaj način su zatim napravljeni putovi koji su ujedno i omeđivali parcele. Glavnu modularnu jedinicu Starogradskog polja čine upravo te parcele - strige, veličine 1 x 5 stadija, odnosno 180 m x 900 m. Zbog položaja samog polja, cijeli sustav podjele ima otklon od 12 stupnjeva od pravca istok-zapad, što je omogućilo optimalnu podjelu plodne zemlje.
Izravno svjedočanstvo podjele zemljišta u faroskoj hori je do sada jedini pronađeni kamen međaš, na kojem je uklesano zemlja Matija (sina) Pitejeva (grč. ΄Ορος Μάθιος Πυθέου).
Grčka podjela zemljišta dala je trajni pečat Starogradskom polju. Faroska hora (grč. Xορα Φαρου) ostala je sačuvana do današnjeg vremena, zahvaljujući putovima koji su se kroz stoljeća proširivali i prilagođavali trenutnim potrebama, ali i suhozidovima koji su nastajali prvenstveno na pravcima grčke podjele zemljišta.
U srednjem vijeku na Hvaru je bila naseljena samo središnja ravnica koju čine Starogradsko i Jelšansko polje.

## Arheološka baština
Starogradsko polje obiluje arheološkim nalazištima - registrirano je njih gotovo 120. Jedno od značajnijih nalazišta je grčka kula na položaju Maslinovik, na sjevernom dijelu polja. Tijekom 1. stoljeća pr. Kr. grčki Faros postaje rimska Farija (lat. Pharia), a polje nastavlja živjeti, ali sada pod drugim imenom - Ager Pharensis. Strige se počinju dijeliti na manje parcele, a grade se i mnoge ville rustice. Upravo iz rimskog vremena potječe najviše nalazišta od kojih je najpoznatije villa rustica na položaju Kupinovik. Arheološki nalazi pokazuju da je u razdoblju kasne antike polje bilo intenzivno naseljeno, dok je početak srednjeg vijeka odnosno vrijeme dolaska slavenskog stanovništva najslabije dokumentirano razdoblje. Unatoč tome, može se pretpostaviti da se polje i dalje obrađivalo i održavalo, inače ne bi ostalo sačuvano niti detaljno opisano u Hvarskom statutu.

## Graditeljska baština
Osim arheološkom, Starogradsko polje obiluje i graditeljskom baštinom. Uz putove i suhozidove, karakteristične su male kamene kućice, trimi i teze, kao i brojne poljske kapelice i crkvice. Među najstarijima su one sv. Kuzme i Damjana i sv. Jelene iz 15. stoljeća.

## Zaštita
Značaj Starogradskog polja prepoznat je 1993. godine kada je zaštićeno kao arheološka zona. Sljedeći stupanj zaštite postavljen je 2005. godine kada je preventivno zaštićeno kao kulturni krajolik Starogradsko polje. 
Na UNESCO-ov Popis svjetske baštine Starogradsko polje je, zajedno s povijesnom jezgrom Staroga Grada upisano 2008. godine. Njegova izuzetna univerzalna vrijednost prepoznata je u sljedećem:
- Kriterij (ii): Sustav podjele zemljišta Starogradskog polja na parcele, koji datira iz 4. st. pr. Kr., svjedoči o širenju grčkog geometrijskog modela podjele poljoprivrednog zemljišta u sredozemnom krugu.
- Kriterij (iii): Starogradsko polje je u kontinuiranoj upotrebi kao poljoprivredno područje i zasađeno je istim kulturama već 2400 godina što svjedoči o kontinuitetu i trajnosti funkcije kroz stoljeća.
- Kriterij (v): Poljoprivredno područje Staroga Grada primjer je vrlo starog tradicijskog krajolika koji je danas ugrožen modernim ekonomskim razvojem, posebno zbog depopulacije sela i napuštanja tradicijskog načina obrade zemljišta.

## Vanjske poveznice
- web portal Starogradsko polje  Arhivirana inačica izvorne stranice od 13. ožujka 2021. (Wayback Machine)
- Ministarstvo kulture RH - Starogradsko polje
- Stari Grad Plain - UNESCO World Heritage Centre (engl.)
- Javna ustanova Agencija za upravljanje Starogradskim poljem